# Arbeitsqualität

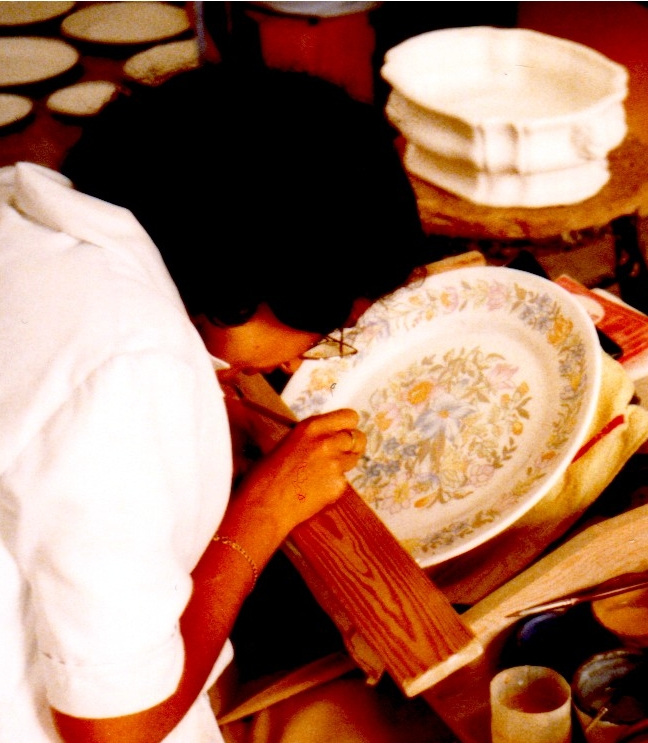
Höchste Präzision dank Konzentration und ruhiger Hand (Keramikmalerin in Valencia)

Arbeitsqualität ist in der Betriebswirtschaftslehre und im Qualitätsmanagement die Qualität der von einer Arbeitskraft erbrachten Arbeitsergebnisse. 
Die Arbeitsqualität ist Erkenntnisobjekt insbesondere in der Arbeitswissenschaft und der Betriebswirtschaftslehre.

## Allgemeines
Während das Arbeitsvolumen die innerhalb der Arbeitszeit hergestellte Menge an Gütern oder Dienstleistungen wiedergibt, betrifft die Arbeitsqualität die Güte eines Produkts oder einer Dienstleistung. Der Duden versteht hierunter bei Einstellungstests die Zahl der richtig bearbeiteten Aufgaben. Die Arbeitsqualität hängt eng zusammen mit der von Aufgabenträgern (Arbeitspersonen oder Maschinen) erbrachten Arbeitsleistung und dem hieraus resultierenden qualitativen Arbeitsergebnis. Damit trägt die Arbeitsqualität entscheidend zur Produktqualität bei. Die Norm der zu erfüllenden Arbeitsaufgaben und Arbeitsabläufe ist in den meisten Unternehmen und Behörden durch Arbeitsanweisungen oder Dienstanweisungen geregelt. Generell gilt, dass ein Produkt oder eine Dienstleistung den vorgegebenen Qualitätsnormen entsprechen muss, um Kundenzufriedenheit herbeizuführen. Im Idealfall stimmen die Endprodukte mit den Anforderungen der Arbeitsanweisungen überein.

## Geschichte
Bereits unter König Hammurapi I. gab es um 1700 v. Chr. genaue Vorschriften über Größe und Gewicht von Brot, deren Normen unter Strafandrohung einzuhalten waren. Dem Ingenieur Frederick Winslow Taylor ging es bei seinen Arbeitsstudien ab 1880 primär um die Analyse des Produktionsprozesses bis in den kleinsten Arbeitsvorgang, um die Durchlaufzeit von Arbeitsobjekten zu verkürzen und durch Arbeitsteilung auch Spezialisierung zu ermöglichen. Nebeneffekt hieraus war eine kurzfristige Steigerung der Arbeitsqualität. Allerdings kann die Spezialisierung wegen entstehender Monotonie langfristig zu Konzentrationsstörungen führen, die die Arbeitsqualität sinken lassen und den Ausschuss erhöhen.
In der Neuzeit diente um 1900 die Qualitätskontrolle zum Aussortieren von fehlerhaften Produkten. Henry Ford stand 1908 vor der Herausforderung, Autos in Großserie herzustellen. Dazu setzte er erstmals Fließbandfertigung bei der Automobilherstellung ein. „Eine wachsende Verteilung und Differenzierung der Handgriffe, ständiger Fluss und Bewegung in der Arbeit - das ist das Wesen der wahren Produktion“. Ford und Taylor prägten um 1930 den Begriff der Qualitätsprüfung, basierend auf Statistiken zur Steuerung der Optimierung von Prozessen. Der Physiker Walter Andrew Shewhart begann bereits 1924 mit statistischen Verfahren in der US-amerikanischen Industrie über Stichproben aus laufenden Produktionsprozessen zur Produktqualität und veröffentlichte 1931 hierüber ein Buch, das Methoden zur täglichen Überwachung und Bewertung der Produktion und Maßnahmen zur nachhaltigen Qualitätsverbesserung enthielt.
Eine 1976 vom Soziologen Dieter Grunow erschienene Untersuchung zeigte, dass die Arbeitsqualität in 62 % aller Leistungsbeurteilungen vorkam, und zwar nach Fachkenntnis (80 %), Fleiß und Arbeitseinsatz (74 %), Verhalten gegenüber Vorgesetzten und Mitarbeitern (72 %) und Zuverlässigkeit (64 %) an fünfter Stelle. Erst danach rangierten Belastbarkeit (58 %), Arbeitstempo (54 %), Organisations- und Planungsvermögen (48 %) und Verantwortungsbereitschaft (45 %).

## Einflussgrößen der Arbeitsqualität
Folgende Faktoren haben einen Einfluss auf die Arbeitsqualität eines einzelnen Mitarbeiters:
- Persönliche Merkmale des Mitarbeiters:
  - Allgemeines, situationsübergreifendes Leistungsvermögen (Qualifikation, Kompetenz, Eignung) in kognitiver, motorischer und emotionaler Hinsicht,
  - Leistungsbereitschaft (Arbeitsmotivation),
  - Tagesform,
  - Gesundheit.
- Merkmale der Aufgabe:
  - Komplexität,
  - Neuartigkeit: subjektive Erstmaligkeit der Aufgabenstellung,
  - Individualität: subjektive Einzigartigkeit der Aufgabenstellung.
- Zeitliche Anordnung der Aufgaben:
  - Serialität oder Parallelität,
  - Dichte der Aufeinanderfolge,
- Arbeitsbedingungen:
  - Arbeitsmittel,
  - Arbeitsprozess (siehe auch Arbeitsstrukturierung, Arbeitsgestaltung),
  - Umweltbedingungen,
  - Arbeitszufriedenheit.

Gefördert wird die Arbeitsqualität durch vorhandene Schlüsselqualifikationen der Beschäftigten wie Leistungsbereitschaft, Sorgfalt, Präzision, Ordnungssinn, Zuverlässigkeit, Ausdauer, Genauigkeit, Konzentration, Arbeitsmotivation oder geringe Fehlerneigung. Beeinträchtigt wird sie durch psychische Belastungen, hohe Arbeitsbelastung, schlechtes Betriebsklima, Stress, Ablenkung oder Betriebsstörungen. Ein höheres Arbeitstempo (ausgedrückt in der Arbeitsintensität; siehe Taktzeit) kann sich negativ auf die Arbeitsqualität auswirken. Die Aufzählungen enthalten sowohl die vom Arbeitnehmer ausgehenden und beeinflussbaren endogenen Faktoren wie etwa die Sorgfalt als auch exogene Faktoren wie Betriebsstörungen. Tritt bereits eine der Einflussgrößen mit negativer Wirkung auf, kann es zur Fehlproduktion mit anfallenden Fehlerkosten kommen.
Die Arbeitsqualität hängt auch vom Verlauf der Arbeitskurve ab und ist deshalb im Tages- und Wochenverlauf nicht konstant, sondern unterliegt mehr oder weniger großen Schwankungen. Am besten ist die Arbeitsqualität während der Leistungshochs am Morgen und Nachmittag (Tageskurve) und am Dienstagmorgen oder Freitagnachmittag (Wochenkurve).

## Kontrolle der Arbeitsqualität
Die Arbeitsqualität ist durch Dienstvorgesetzte/Fachvorgesetzte im Rahmen ihrer Kontrollaufgaben regelmäßig zu überwachen. Diese detektive Qualitätskontrolle dient einerseits der Sicherung der Produktqualität und andererseits der Beurteilung der Arbeitnehmer. Sie kann – je nach Kontrollumfang – entweder in Form der Totalkontrolle oder als Stichprobenkontrolle durchgeführt werden. Eine präventive Qualitätskontrolle dient der Verhinderung sinkender Arbeitsqualität durch vorsorgende Maßnahmen wie hohe Anforderungen an die Qualifikation und Qualifizierung des Personals, Beseitigung von Schwachstellen im Produktionsprozess und genaue Harmonisierung einzelner Arbeitsabläufe im Rahmen der Arbeitsvorbereitung.

## Mitarbeiterbewertung
Die Arbeitsqualität ist ein wesentliches Kriterium bei der Mitarbeiterbewertung im Rahmen des Arbeitszeugnisses oder einer dienstlichen Beurteilung. Die Beurteilung der Arbeitsqualität ist ein innerbetriebliches Mittel zur Qualitätssicherung oder -verbesserung, soll die Güte der Arbeitsleistung von Arbeitskräften bewerten und dient dadurch – wie die gesamte Beurteilung – als Qualifikationsnachweis und unter Umständen als Grundlage für das Arbeitsentgelt. So können Prämienregelungen (Akkordlohn) die vom Arbeitnehmer erreichte Arbeitsmenge honorieren, während ein Prämienabzug demgegenüber sicherstellen soll, dass eine Mindestqualität der Arbeitsleistung eingehalten wird. Beurteilungsmaßstab für die Arbeitsqualität ist der Durchschnitt der Arbeitnehmer im Betrieb oder einer kleineren Organisationseinheit (etwa Abteilung). Dieser Durchschnittswert kann als Bezugswert beispielsweise die Fehlerquote sein:
{\displaystyle {\text{Fehlerquote}}={\frac {\text{Fehlproduktion}}{\text{Gesamtproduktion}}}\cdot 100\,\%}
Wird vom Durchschnittswert der Fehlerquote negativ abgewichen, liegt eine qualitative Minderleistung vor, die eine unterdurchschnittliche Beurteilungsnote rechtfertigt. Bleiben mithin die Leistungen eines Arbeitnehmers nicht nur kurzfristig deutlich hinter denen vergleichbarer Arbeitnehmer zurück und unterschreiten die Durchschnittsleistung erheblich, so kann von einer qualitativen Schlechtleistung gesprochen werden. Bei ihr ist das Verhältnis von Leistung und Gegenleistung stark beeinträchtigt.

## Rechtsfragen
Ein Arbeitnehmer genügt seiner Vertragspflicht aus dem Arbeitsvertrag, wenn er unter angemessener Ausschöpfung seiner persönlichen Leistungsfähigkeit arbeitet. Das Bundesarbeitsgericht (BAG) nahm zur Rechtsfrage der Arbeitsqualität im Dezember 2003 wie folgt Stellung: „Ist die Arbeitsleistung im Vertrag, wie meistens, der Menge und der Qualität nach nicht oder nicht näher beschrieben, so richtet sich der Inhalt des Leistungsversprechens zum einen nach dem vom Arbeitgeber durch Ausübung des Direktionsrechts festzulegenden Arbeitsinhalt und zum anderen nach dem persönlichen, subjektiven Leistungsvermögen des Arbeitnehmers. Der Arbeitnehmer muss tun, was er soll, und zwar so gut, wie er kann. Die Leistungspflicht ist nicht starr, sondern dynamisch und orientiert sich an der Leistungsfähigkeit des Arbeitnehmers. Ein objektiver Maßstab ist nicht anzusetzen ... Der Dienstverpflichtete schuldet das ‚Wirken‘, nicht das ‚Werk‘“. Der Arbeitserfolg des Arbeitnehmers muss dabei in qualitativer und quantitativer Hinsicht bestimmten Anforderungen genügen. Bei einer negativen Abweichung liegt Schlechtleistung vor, die eine Vertragsstörung darstellt und den Arbeitgeber zu arbeitsrechtlichen Maßnahmen bis hin zur Kündigung berechtigen kann. Bei qualitativer Minderleistung kann nach Auffassung des BAG nicht allein auf die Fehlerhäufigkeit abgestellt werden. So seien Tätigkeiten denkbar, bei denen bereits ein einmaliger Fehler derart weit reichende Konsequenzen nach sich zieht, dass eine kündigungsrelevante Vertragspflichtverletzung erheblich eher anzunehmen ist als bei anderen Fehlern (z. B. der Pilot einer Passagiermaschine vergisst die vorgeschriebene Überprüfung der Betankung des Flugzeugs).
Eine Kündigung wegen schlechter Arbeitsqualität ist einem Urteil des BAG vom Januar 2008 zufolge rechtlich deshalb nur zulässig, wenn der Arbeitnehmer über einen längeren Zeitraum hinweg unterdurchschnittliche Leistungen erbringt und dabei entweder weniger produziert oder erheblich mehr Fehler macht als der Durchschnitt der Arbeitnehmer im Betrieb oder wenn er nach seinen persönlichen Fähigkeiten zu einer besseren Leistung in der Lage ist. Im zitierten Fall ging es um eine Versandarbeiterin in einem Versandkaufhaus, die eine Fehlerquote zwischen 4,01 ‰ und 5,44 ‰ aufwies, während die durchschnittliche Fehlerquote der 209 eingesetzten vergleichbaren Mitarbeiter demgegenüber nur 1,34 ‰ erreichte. Im Urteil machte das BAG deutlich, dass die längerfristige deutliche Überschreitung der durchschnittlichen Fehlerquote je nach tatsächlicher Fehlerzahl, Art, Schwere und Folgen der fehlerhaften Arbeitsleistung ein Anhaltspunkt dafür sein kann, dass der Arbeitnehmer vorwerfbar seine vertraglichen Arbeitspflichten verletzt.
Mit der herrschenden Meinung steht die Rechtsprechung zur Minderleistung als Kündigungsgrund (englisch Low-Performer-Kündigung) im Einklang. Erbringt der Arbeitnehmer eine erheblich unterdurchschnittliche Arbeitsleistung, kann dies unter Umständen eine verhaltens- oder personenbedingte Kündigung im Sinne des § 1 KSchG sozial rechtfertigen.

## Wirtschaftliche Aspekte
Die Arbeitsqualität ist neben der Materialqualität der verwendeten Werkstoffe der wichtigste Einflussfaktor bei der Produkt- und Dienstleistungsqualität. Um ein stetiges Qualitätsniveau erreichen zu können, müssen an die Qualifikation der Mitarbeiter hohe Anforderungen gestellt werden. Eine Möglichkeit, die Effektivität eines Unternehmens zu steigern, besteht darin, die Qualifikation bei der Einstellung der Arbeitskräfte strenger zu kontrollieren und die Auswahl stärker von den Anforderungen an die künftigen Aufgaben abhängig zu machen. Die Arbeitsqualität kann durch Qualitätsmanagement oder Total-Quality-Management überwacht und verbessert werden. Nur wer die höchste Produkt- oder Dienstleistungsqualität erreicht, wird auf dem Markt zum Qualitätsführer. Hohe Arbeitsqualität hat in Deutschland zum Qualitätsmerkmal des Made in Germany geführt. Einem Fachkräftemangel kann deshalb nicht dadurch begegnet werden, dass die Anforderungen an die Qualifikation gesenkt werden. Dies wirkt sich unmittelbar negativ auf die Arbeitsqualität aus. 
Zu unterscheiden ist, ob die mangelhafte Arbeitsqualität vor dem Vertrieb der fehlerhaften Produkte/Dienstleistungen auffällt oder nicht. Fällt die Schlechtleistung durch die Qualitätssicherung auf, führt der Ausschuss lediglich zu betriebsinternen Schäden (Fehlerkosten). Bleibt der Mangel unentdeckt, gibt es Kundenreklamationen mit der Folge der Mängelbeseitigung aufgrund der Gewährleistungshaftung, kostenloses Ersatzprodukt, Rückrufaktionen, Imageschäden oder ausbleibendes Neugeschäft.